# Walker Texas Ranger - Processo infuocato
Walker Texas Ranger - Processo infuocato (Walker Texas Ranger: Trial of Fire) è un film per la televisione del 2005 diretto da Aaron Norris e seguito della popolare serie degli anni novanta Walker Texas Ranger. Il film è interpretato da Chuck Norris, Sheree J. Wilson, Judson Mills, Andre Kristoff, Janine Turner e Steven Williams.

## Trama
Walker, Gage e il Ranger Rhett Harper vengono coinvolti in una sparatoria in una banca dove alcuni rapinatori prendono in ostaggio gli operatori. Harper uccide due dei rapinatori mentre il capo riesce a fuggire. Nel frattempo un modulo di guida missilistico finisce per sbaglio fra le mani di un tredicenne, il quale non sa che tre coreani, legati alla mafia e molto abili nei combattimenti, lo stanno cercando. I criminali vanno a casa del ragazzo e uccidono suo padre, stendendo anche i Ranger di scorta al ragazzo; questi riesce a scappare ma i criminali si rimettono all'opera per cercarlo. Gage ne segue il caso, aiutato dal Ranger Kay Austin. Intanto una ragazza con cui il Ranger Harper aveva un appuntamento viene uccisa e le prove conducono tutte allo stesso Harper. Così le cose si complicano. Alex segue il caso del Ranger Harper e si fa appoggiare dal suo aiutante Garrett Evans, mentre Gage e Kay Austin seguono il caso del ragazzo scomparso. Il ragazzo si è rifugiato a casa di un suo amico ma i criminali lo trovano e cercano di prenderlo di nuovo. Inoltre il ragazzo capisce che i criminali vogliono il sistema di guida missilistico e si rivolge al superiore di suo padre per farsi aiutare. Nel frattempo viene trovato morto un uomo che Harper aveva arrestato anni prima e le prove conducono di nuovo a lui, ma proprio quando il Ranger Austin può provare il contrario le prove spariscono.
Nel frattempo Walker uccide uno dei criminali coreani e Gage e Austin trovano un uomo che giorni prima aveva aggredito il Ranger Harper con un pugno e quindi aveva un suo campione di sangue, che è lo stesso sulle scene del delitto. Nel frattempo i criminali trovano il ragazzo, ma poco dopo arrivano Walker, Gage e Austin che li uccidono. Al processo di condanna contro il Ranger Harper si scopre che il vero colpevole è Garrett Evans, il collega di Alex che ha cercato in tutti i modi di incastrare il Ranger. L'uomo però prende in ostaggio la difesa ma Walker lo disarma e Harper lo stende con un pugno. Dopo aver chiarito la vicenda i protagonisti escono dall'aula per i festeggiamenti. Walker si allontana ma nella confusione il capo dei rapinatori della banca spara al Ranger Harper venendo però ucciso da Gage e Austin. Alex cade a terra rimasta colpita anche lei da un colpo, e muore.

## Produzione
Nel 2005 il network americano CBS decide di produrre un film TV basato sulla popolare serie TV Walker Texas Ranger per poi venire trasmesso il 16 ottobre 2005. Chuck Norris, Sheree J. Wilson e Judson Mills riprendono i loro ruoli televisivi. Clarence Gilyard appare in un cameo; tuttavia non è accreditato nei titoli a causa della sua impossibilità a partecipare alle riprese principali a causa di una vacanza in famiglia. Judson Mills (che non era inizialmente previsto nella sceneggiatura) venne invitato a riprendere il suo ruolo di Francis Gage. Nia Peeples, che interpretava Sydney Cooke, fu esclusa dalla sceneggiatura del film, nonostante il possibile incremento di ascolti che sarebbe potuto derivare dal ritorno di entrambi i personaggi. Questa è stata la prima apparizione cinematografica per Clarence Gilyard dopo il suo ritiro dalle scene nel 2002 dopo Prima dell'apocalisse 2 - Tribulation Force.
Il film è completamente slegato dagli eventi del telefilm. Ambientato quattro anni dopo l'ultimo episodio televisivo, la storia è completamente nuova per cercare di dare un tono fresco al film.
Il 17 ottobre 2005 il film venne premiato come Miglior Film della settimana del sabato sera. Chuck Norris dichiarò che erano previsti altri film televisivi di Walker Texas Ranger. Nel corso della fase di produzione, Processo infuocato doveva essere il primo di una serie di film televisivi dedicati al personaggio di Walker, destinati ad essere trasmessi il sabato sera. Tuttavia, visti gli ascolti non esaltanti, la CBS ha deciso di accantonare l'idea.

## Guest stars
Mitchel Musso (nel ruolo di Josh Whitley) e Selena Gomez (nel ruolo di Julie, un'amica di Jeremy) appaiono nel film in un cameo.

## Trasmissione italiana
Trasmesso in italiano per la prima volta su Italia 1 il 3 novembre 2007, ha ottenuto un ascolto di 1.951.000 spettatori pari all'11,09% di share. In seguito è stato ritrasmesso il 29 ottobre 2011 in seconda serata su Rete 4.